# Villamontes
Villamontes – miasto w Boliwii, położone w północnej części departamentu Tarija.

## Opis
Miejscowość została założona 25 grudnia 1905 roku.. W Villamontes znajduje się węzeł drogowy-RN9 i RN11 i krajowy Port lotniczy Lieutenant Colonel Rafael Pabón.

## Demografia
Źródło.